# Staat (Plato)

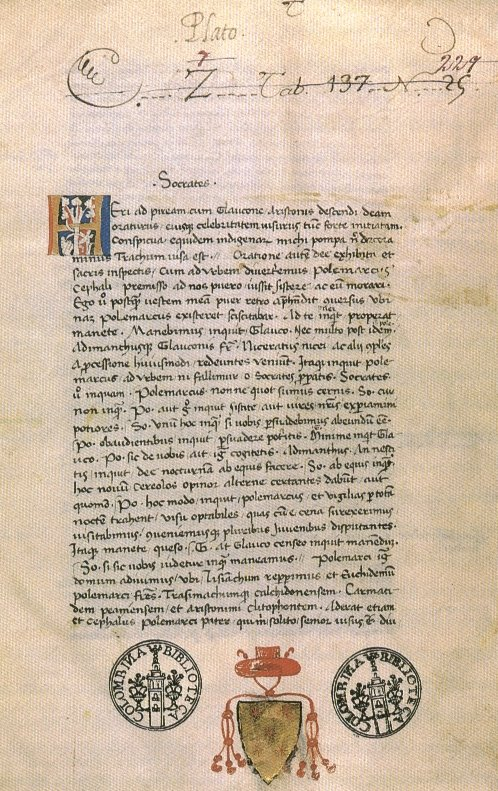
Manuscript van de Politeia uit 1401

De Staat (Oudgrieks: Πολιτεία Politeia) is een van de bekendste en invloedrijkste dialogen van de Griekse filosoof Plato, geschreven omstreeks 380 v.Chr. Hij legde er de fundamenten van zijn politieke filosofie, maar ook zijn ethiek en zijn Ideeënleer komen aan bod. Plato laat zijn personages, onder wie Socrates en andere aanwezigen, in een aantal gesprekken discussiëren over rechtvaardigheid, de rol van de filosoof, de plaats van de poëzie en de onsterfelijkheid van de ziel. De Staat wordt afgesloten door de Mythe van Er. Als geheel is het werk beroemd vanwege zijn rijke inhoud en literaire stijl en berucht vanwege het totalitaire aspect van de staat die erin ontworpen wordt.

## Deelnemers aan het gesprek
Aan het woord is Socrates die een gesprek weergeeft waaraan deelnamen: de oude Kephalos (alleen in het eerste boek), zijn zoon Polemarchos, de sofist Thrasymachos, Plato's broers Glaukon en Adeimantos. Verder worden als (zwijgende) toehoorders genoemd: Lysias en Euthydèmos (ook zoons van Kephalos), Kleitophon, Nikèratos, en Charmantides.

## Structuur van het boek
Bertrand Russell onderscheidde in zijn History of Western Philosophy (Geschiedenis van de westerse filosofie) uit 1945 drie delen in de Staat:
1. Boek I-V: het deel dat over de utopische staat gaat en de ideale samenleving. Het vangt aan met een poging om rechtvaardigheid te definiëren.
2. Boek VI-VII: aangezien filosofen in Plato's visie de meest geschikte staatsleiders zijn, concentreert dit deel zich op de precieze omschrijving van een filosoof. De kern van dit deel is de allegorie van de grot en de ideeënleer.
3. Boek VIII-X: behandelt de verschillende mogelijke regeringsvormen, met argumenten pro en contra.

## Plato's opvatting van rechtvaardigheid
Eigenlijk staat in Plato's ontwerp van de ideale staat de opvatting centraal dat mensen ongelijk zijn. Daarvoor heeft hij ook een verklaring. Plato onderscheidt drie groepen mensen op grond van de drie zielsdelen:
- het begerende zielsdeel
- het strevende zielsdeel
- het kennende zielsdeel

Het overheersende zielsdeel bepaalt tot welke klasse de mensen zullen behoren:
1. de mensen bij wie het begerende zielsdeel met verlangens, pleziertjes en genot de overhand heeft, vormen de laagste klasse
2. de mensen bij wie het strevende zielsdeel de overhand heeft, vormen de middenklasse
3. de mensen bij wie het kennende zielsdeel de overhand heeft, zijn de bestuurders van de staat en ook de filosofen

Rechtvaardigheid in de staat houdt voor Plato in dat iedereen doet waar hij het best voor geschikt is. Omdat hij ervan uitgaat dat mensen niet gelijk zijn, is zijn ideale staat dus geen democratie. Om dezelfde reden brengt hij een hiërarchie aan binnen de vijf mogelijke staatvormen.
Elke klasse heeft een kenmerkende eigenschap die meteen ook haar rol binnen de staat bepaalt.
- De laagste klasse (de meeste mensen) vertegenwoordigen de economische functie. Zij vormen de materiële grondslag van de samenleving en produceren de goederen. Als kenmerkende deugd zou zij matigheid moeten tonen.
- De klasse der wachters (soldaten e.d.) heeft een beschermende en verdedigende taak. Kenmerkende deugd: dapperheid.
- De leidende klasse ten slotte bestuurt en ordent de staat. Kenmerkende deugd: wijsheid.

De matigheid en zelfbeheersing is in de ideale staat de deugd die de drie klassen samen delen, waardoor ze tevreden zijn met de rol die hen is toebedeeld. Elke klasse moet werken voor het welzijn van de anderen. De middenklasse beschermt het volk en het volk steunt de leidende klasse. Omdat iedereen de taak toebedeeld krijgt waarvoor hij bekwaam is, zou men deze samenleving aanvoelen als rechtvaardig.
Plato's idee van rechtvaardigheid wijkt dus af van wat er tegenwoordig onder wordt verstaan. Met rechtvaardigheid bedoelt hij eerder de toestand van orde en evenwicht in de staat, die ontstaat doordat alle delen goed met elkaar samenwerken. Deze indeling komt overeen met Plato's tripartiete opvatting van de ziel, waarbij elke functie moet samenwerken voor innerlijke harmonie en rechtvaardigheid.
De Politeia geeft ook aanwijzingen voor de manier waarop de drie klassen moeten worden gevormd en hoe de wijzen en de dapperen gerekruteerd worden. Het is namelijk in het belang van de staat dat iedereen de functie krijgt waarvoor hij het best geschikt is volgens zijn aard en mogelijkheden. Het leven van de leidende klasse verloopt volgens de Politeia in volledige gemeenschap. De mannen delen alle emoties, opvattingen, vrouwen, kinderen en goederen met elkaar. Ieder lid van de militie doorloopt dezelfde lichamelijke, militaire en theoretische opleiding. Wie naast militaire kwaliteiten ook blijk geeft van filosofische kwaliteiten, wordt geselecteerd voor leidinggevende taken. Vanaf 30 jaar wordt een select groepje ingewijd in de filosofie, vanaf 50 jaar komen de besten in aanmerking voor de regering. De filosofen van de Politeia bezitten de beste militaire en filosofische kwaliteiten. Hoewel Plato beseft dat het twee tegengestelde eigenschappen zijn die zelden samengaan, gelooft hij dat er mensen bestaan die deze kwaliteiten in zich verenigen en in evenwicht houden. Deze filosoof-koning was de ideale leider van zijn ideale staat. Hierover liet Plato Socrates (470-399 v.Chr.) zeggen:
Zolang ofwel wijsgeren geen koningen zijn in hun land, ofwel zij, die nu de titel van koningen of machthebbers dragen, geen echte en volwaardige wijsgeren zijn; zolang de politieke macht niet in eenzelfde persoon samenvalt met de filosofie; en zolang aan de menigvuldige naturen die nu een van beide zonder de andere nastreven, niet met geweld de weg wordt versperd - zolang ook, mijn waarde Glauco, komt er geen eind aan de kwalen die de staten, ja, naar ik meen, de gehele mensheid, teisteren.
Een mogelijkheid hiertoe deed zich voor toen Plato uitgenodigd werd door Dionysios I (ca. 430–367 v.Chr.), de tiran van Syracuse op Sicilië, op aandringen van diens belangrijkste raadgever, de filosoof Dion (ca. 410–354 v.Chr.). Dion nam uiteindelijk de macht over, maar om die te behouden, zag hij zich genoodzaakt zelf zijn toevlucht te nemen tot tirannieke methoden en werd hij al snel omgebracht.

## Ideeënleer en de allegorie van de grot
In het tweede gedeelte van de Politeia, van het einde van het Vijfde Boek tot het eind van het Zevende Boek, behandelt Plato vragen van zuiver filosofische aard. Daarbij is de vraag wat een filosoof is essentieel. Een filosoof, zegt Plato, is niet gewoon iemand die nieuwsgierig is naar waarheid, maar wel iemand die het zien van de waarheid liefheeft. Hij moet ook leren om mening van kennis te onderscheiden. Om dit te illustreren bedenkt Plato de allegorie van de grot, die de voor de filosoof-staatsman belangrijke opgang naar ware kennis verbeeldt. Vooral in het laatste 'Boek' van de Politeia maakt Plato een zeer duidelijke uiteenzetting van de leer van de Ideeën of Vormen. De ware filosoof, zo betoogt Plato, zal slechts aandacht hebben voor het ene, het ideale ding of begrip. Op die manier zal hij zich van zijn kameraden onderscheiden en opgevoed worden tot filosoof en bestuurder.

## Vijf staatsvormen
Plato maakt een onderscheid tussen vijf staatsvormen en rangschikt ze in volgorde van degeneratie. De aristocratie is in zijn opvatting de ideale staat, in de vier andere staatsvormen nemen de gebreken steeds meer toe. De timocratie van de militairen en de oligarchie van de rijken kunnen nog op begrip rekenen. Status en geld kunnen best een zeker genot opleveren, als ze de leiding volgen van het verstand en niet blindelings naar bevrediging streven. Democratie en tirannie daarentegen worden in de Politeia niet toegelaten.
1. aristocratie of koninklijk: wordt bestuurd door de besten (ἄριστος, áristos = beste). Dat zijn degenen die in filosofisch en militair opzicht de beste prestaties geleverd hebben.
2. timocratie: wordt bestuurd door militairen, vergelijkbaar met het toenmalige Spartaanse systeem. In deze staatsvorm gaan de filosofische kwaliteiten wel verloren en nemen de onderlinge twisten toe.
3. oligarchie: wordt bestuurd door rijken. Plato wil niet dat rijkdom de maatschappelijke positie bepaalt.
4. democratie: wordt meestal bestuurd door darren. Zoals darren een pest zijn voor de bijenkolonie, zijn deze mensen een pest voor de samenleving. Er zijn darren met angel (criminelen) en darren zonder angel (bedelaars).[6] In een democratie is er te veel vrijheid, waardoor zij zal leiden naar tirannie.
5. tirannie: wordt bestuurd door een tiran. Het volk geeft zijn macht over aan één persoon en moet zich dan aan hem onderwerpen. Dit resulteert onvermijdelijk in uitbuiting en slavernij. Tirannie is volgens de Politeia de hoogste vorm van immoraliteit.

De overgang van de ene staatsvorm naar de andere vindt steeds plaats door een revolutie. Opmerkelijk genoeg benoemt Plato voor de laatste staatsvorm geen mechanisme van revolutie. Een mogelijke reden hiervoor is dat het hem meer ging om de beschrijving van de verschillende staatsvormen. Wel gaf hij aan wat er moest gebeuren in een democratie om te voorkomen dat men afgleed naar een tirannie, een soort recht van opstand:
En dus moet een goede arts en wetgever van een stad met vooruitziende blik eerst en vooral voorkomen, als een kundige imker, dat deze twee groepen verrijzen, maar als zij verrijzen, hen zo snel mogelijk wegsnijden, raat en al.

## Culturele opvattingen van de Staat
De regering van de Politeia houdt toezicht op culturele aangelegenheden, want de geest van de burgers moet op een juiste manier gevormd worden. Enkel de juiste ideeën worden toegelaten; verkeerde ideeën zijn verboden. Kunstenaars en ambachtslieden zijn verplicht de juiste strekking te volgen. Als iemand in gebreke blijft, wordt hij uit de maatschappij verstoten en naar een ander land gestuurd.
De gangbare Griekse verhalen en literatuur moeten voor het merendeel verworpen worden. In de Griekse mythologie gaan de helden en goden zich immers te buiten aan allerlei wangedrag. Ze komen in opstand tegen hun vader, vermoorden desnoods uit winstbejag hun eigen familie, begaan barbaarse wreedheden in oorlogstijd en geven zich ongeremd over aan verdriet, wanhoop en woede. Soldaten weigeren bevelen op te volgen en veroorloven zich brutaliteiten tegenover hun meerderen. Er zijn vetes binnen de families en oorlogen tussen leden van dezelfde gemeenschap, allemaal verhalen die niet passen in de opvoeding die de Politeia voor ogen heeft. De mythologie vertelt ook over de gruwelen en verschrikkingen die de mens na de dood te wachten staan. Volgens Plato is het verkeerd om de dood als iets verschrikkelijks voor te stellen of om iemand met opzet angst voor de dood in te boezemen. De leidende klasse heeft daarentegen moed en een goede militaire instelling nodig. Ze zouden het verlies van de vrijheid meer moeten vrezen dan de dood.
Kunst wordt in de Politeia voorgesteld als een groot gevaar voor de ziel. Een kunstenaar richt zich immers niet tot het verstand, maar tot de emoties en de begeerten. Zo moeten acteurs in de huid kruipen van de meest uiteenlopende karakters. De personages laten zich meeslepen door pijn, verdriet, wanhoop, woede, genot, seksuele verlangens en alle kinderlijke hartstochten van de massa. En het is precies deze empathie die schadelijk is voor de ziel. Plato heeft nog wel sympathie voor het nabootsen van edele figuren op het toneel, maar niet voor het zich verlagen door een verwerpelijke personage te vertolken. Plato lijkt het een beetje te beschouwen als een soort besmetting van de ziel. Het doet sterk denken aan zijn allegorie van de wagenmenner - alsof nabootsen van dergelijke lage lieden het slechte paard van het span te veel zou helpen waardoor de ziel naar beneden wordt getrokken, verlaagd wordt. De Politeia neemt op deze manier stelling tegen het moreel verwerpelijke van de kunst en wil zelfs zo ver gaan dat kunst in de ideale maatschappij verboden wordt.
Zowel in Plato's ontologie als kennisleer vertegenwoordigt kunst het derde en laagste stadium van kennis. Naast de abstracte stoel van de goddelijke wereld en de concrete stoel van de aardse wereld, is de afbeelding van de kunstenaar een soort derderangs object, een afbeelding van een afbeelding. Het is een imitatie die ver van de waarheid afstaat. Kunst is in Plato's ideale staat slechts een soort spel, een valse praktijk, een schijnwaarheid zoals voorgespiegeld door onze zintuigen. Perspectivistische schilderkunst bijvoorbeeld moet niet voor tovenarij onderdoen. Kunst bevat geen kennis, geen waarheid, geen menselijke kwaliteiten, geen waarde. Zelfs de grote schrijver Homeros ontsnapt niet aan het oordeel van Plato. Homeros had zich volgens hem gewaagd aan onderwerpen zoals oorlogvoering, politiek, maatschappij en opvoeding. Plato vraagt zich in de Politeia af welke maatschappelijke omstandigheden verbeterd waren dankzij Homeros. Wetten? Oorlogvoering? Technische uitvindingen? Mensen opvoeden en verbeteren? Niets van dit alles. Homeros had niets betekend voor het openbare leven. Op dezelfde manier hekelt hij ook Hesiodus.
In de Politeia zijn er ook strengere schrijvers nodig. Literatuur mag alleen worden toegelaten in de vorm van hymnen voor goden en lofredes op goede en waardevolle mensen. Een mens kan zich maar in één karakter inleven en mag niet leren om zich in andere mensen te verplaatsen. De uitzondering op de regel wordt toegestaan wanneer men doet alsof men zelf een hoogstaand persoon is. Nooit mag men zich echter identificeren met mensen van laag allooi. Muziek heeft wel een belangrijke plaats in de opvoeding van de Politeia. De maat en toonsoort zijn aangepast aan wilskrachtige karakters. Enkel eenvoudige snaarinstrumenten zorgen voor gelijkmatigheid. Variatie, extase en weemoedige melodieën worden geweerd.

## Receptie en interpretaties

### Oud-Griekenland en het Oude Rome
Het idee om verhandelingen te schrijven over regeringsvormen werd enkele decennia na Plato gevolgd door zijn belangrijkste leerling Aristoteles. Hij schreef een verhandeling met de titel 'Politika'. Zijn traktaat was niet in dialoogvorm geschreven, maar systematiseert heel wat concepten die Plato in zijn Politeia aanbracht. Soms leidde het Aristoteles ook tot afwijkende conclusies.
In de periode dat het Oude Rome van zijn polytheïstische godsdienst overging naar het christendom schreef Augustinus (354-430) zijn magnum opus De civitate Dei (Over de stad van God), met duidelijke referenties aan het werk van Plato, Aristoteles en Cicero. Augustinus beschreef naar het voorbeeld van Plato ook een ideale stad, het eeuwige Jeruzalem, in een even visionaire taal als de filosofen die hem voorafgingen.

### 20e eeuw
De meeste 20e-eeuwse commentators van Plato's Politeia raden af om het te lezen als een soort gids voor goed bestuur. De meeste regeringsvormen die Plato beschrijft hebben immers niets meer te maken met meer recente staatsvormen zoals de moderne republiek of de constitutionele monarchie. Alleen staten met een dictator aan het hoofd hebben wel vergelijkbare systemen. De opvatting van democratie in Plato's tijd is daarenboven te zeer verbonden met de toenmalige Griekse stadstaten om nu nog veel relevantie te hebben.

## Culturele referenties
In 1976 schreef de Nederlandse componist Louis Andriessen het werk De Staat. Dit stuk is gebaseerd op de Politeia en zangeressen zingen ook citaten in het Oud-Grieks. De première van dit werk in 1976 (door het Nederlands Blazers Ensemble) was een mijlpaal in het Nederlandse muziekleven. Met De Staat maakte Louis Andriessen een klassieker die hem internationale faam bezorgde en die voor jonge componisten uit de hele wereld aanleiding was om hem op te zoeken als compositieleraar.

## Nederlandse vertalingen
- De republiek van Plato, vert. D.D. Burger jr., 1849
- Platoon, De Staat (Politeia). Gesprek over de rechtvaardigheid in mens en gemeenschap, vert. H.M. Boissevain, Amsterdam-Antwerpen, Wereldbibliotheek, 1948 (bekort)
- Plato, "De staat", in: Verzameld werk, vol. 2, vert. Xaveer de Win, Antwerpen, Nederlandsche Boekhandel, 1962 (herdrukt 1978, 1980 en herzien 1999)
- Plato, Politeia, vert. Gerard Koolschijn, 1975 (herzien in 1991 als Constitutie en herdrukt vanaf 2005 als De ideale staat, ISBN 9789025369880)
- Plato, Verzameld werk, vol. 9, Het bestel, vert. Hans Warren en Mario Molegraaf, 2000. ISBN 9789035118690

## Andere vertalingen
- (en)  Plato, "The Republic", in: J.M. Cooper en D.S. Hutchinson (eds.), Complete Works, 1997, 1838 p. ISBN 9780872203495
Grondige, geannoteerde Engelse vertaling in één band